# Сідраж
Сідраж (словен. Sidraž) — поселення в общині Церклє-на-Горенськем, Горенський регіон, Словенія. Висота над рівнем моря: 583 м.